# Szudziałowo
Szudziałowo – wieś w Polsce położona w województwie podlaskim, w powiecie sokólskim, w gminie Szudziałowo.
Szudziałowo leży w dolinie polodowcowej między wzgórzami morenowymi.
W latach 1954-1972 wieś należała i była siedzibą władz gromady Szudziałowo. W latach 1975–1998 miejscowość administracyjnie należała do województwa białostockiego.
Miejscowość jest siedzibą gminy Szudziałowo.

## Historia
Miejscowość mogła zostać założona w XIII wieku, ale pierwszym dokumentem wzmiankującym ją jest akt erekcyjny kościoła rzymskokatolickiego w Sokółce z 1592 r. Pierwszy kościół w Szudziałowie został ufundowany w 1601 r. W przeszłości w Szudziałowie znajdowała się również cerkiew św. Jerzego Zwycięzcy, wzniesiona na początku XX wieku na potrzeby dominującej (według wykonanego w 1906 spisu ludności) w miejscowości ludności wyznania prawosławnego. Cerkiew została zburzona w 1936. W 2010 r. na szudziałowskim cerkwisku ustawiono i wyświęcono pamiątkowy krzyż prawosławny.
Szudziałowo było też znane ze związków z rodem Eysymontów, którym je nadano w 1510 roku od Zygmunta Starego. Ta tradycja powiada, że "Zygmunt I, król Polski dla jedenastu braci rodzonych Eysymontów za zasługi wojenne w roku 1510 nadał w potomne czasy przy Puszczy Kryńskiej nad rzekami Słoją i Szudziałówką majątek Szudziałów, na milę długości a na pół mili szerokości". W Metryce Litewskiej jest podobny list z roku 1511, niejako nawiązujący do tych zdarzeń, gdzie jako głównego z owych braci wymienia się Mikołaja Krembicza Eisimontowicza. Pomiarą włoczną zostało przyłączone do Ekonomii Grodzieńskiej. Jednak Eysymontowie przez wiele lat domagali się zwrotu tych dóbr, o czym świadczą dokumenty sejmowe z lat 1611-1667.

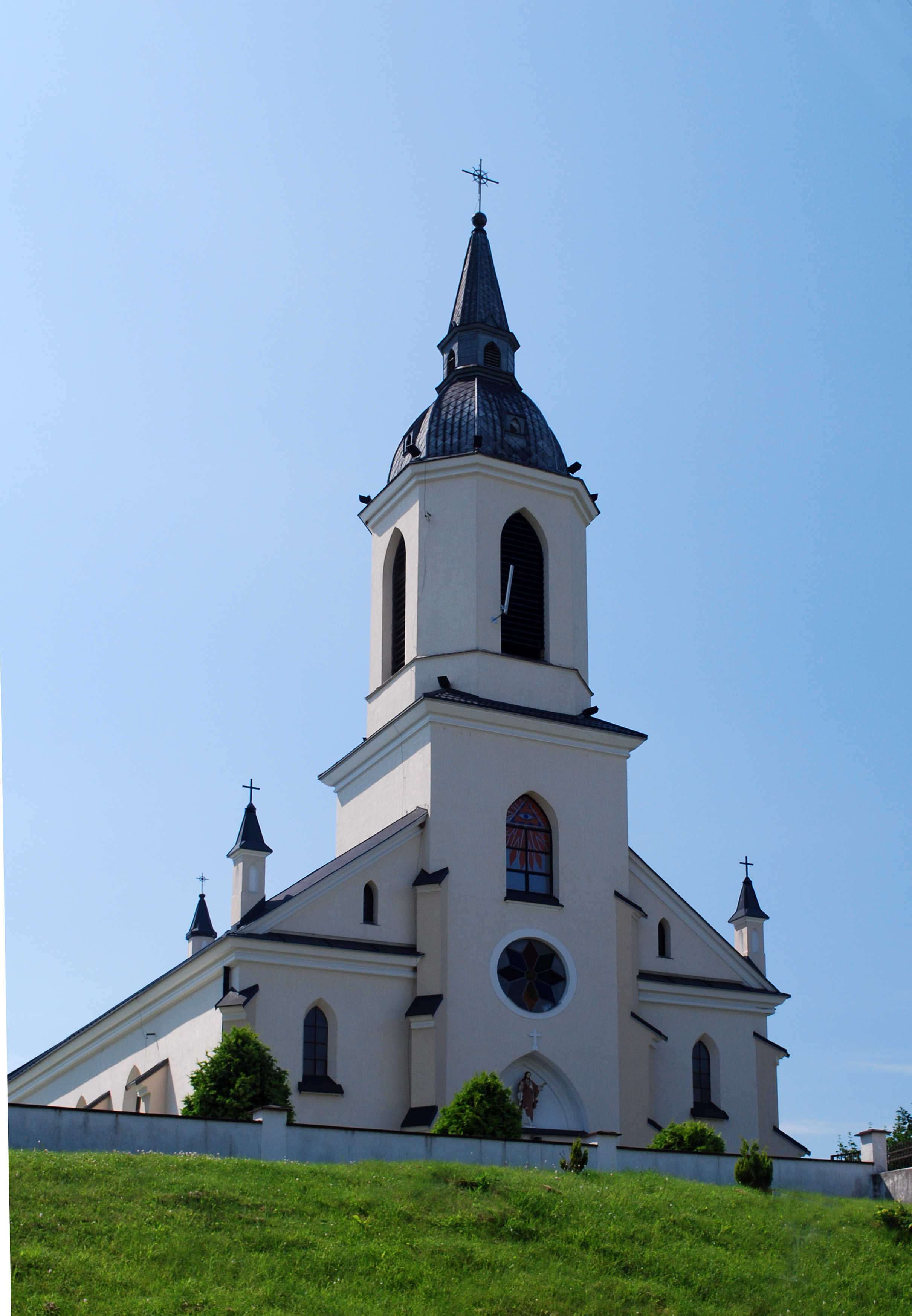
Kościół katolicki

## Współczesność
We wsi znajduje się szkoła podstawowa, kościół rzymskokatolicki katolicki pw. św. Wincentego Ferreriusza (z 1937 r.), a także dwa cmentarze: prawosławny z XIX wieku oraz rzymskokatolicki założony w 1906 roku.
Szudziałowo było pierwszą parafią kardynała Henryka Gulbinowicza (któremu 20 sierpnia 2000 r. przyznano dyplom Honorowego Obywatela Szudziałowa), a później arcybiskupa Sławoja Leszka Głodzia.

## Sport
We wsi Szudziałowo istnieje klub "Sudovia" zajmujący się lekkoatletyką, grami zespołowymi oraz szachami. Sudovia posiada sekcje juniorów i seniorów.

## Galeria

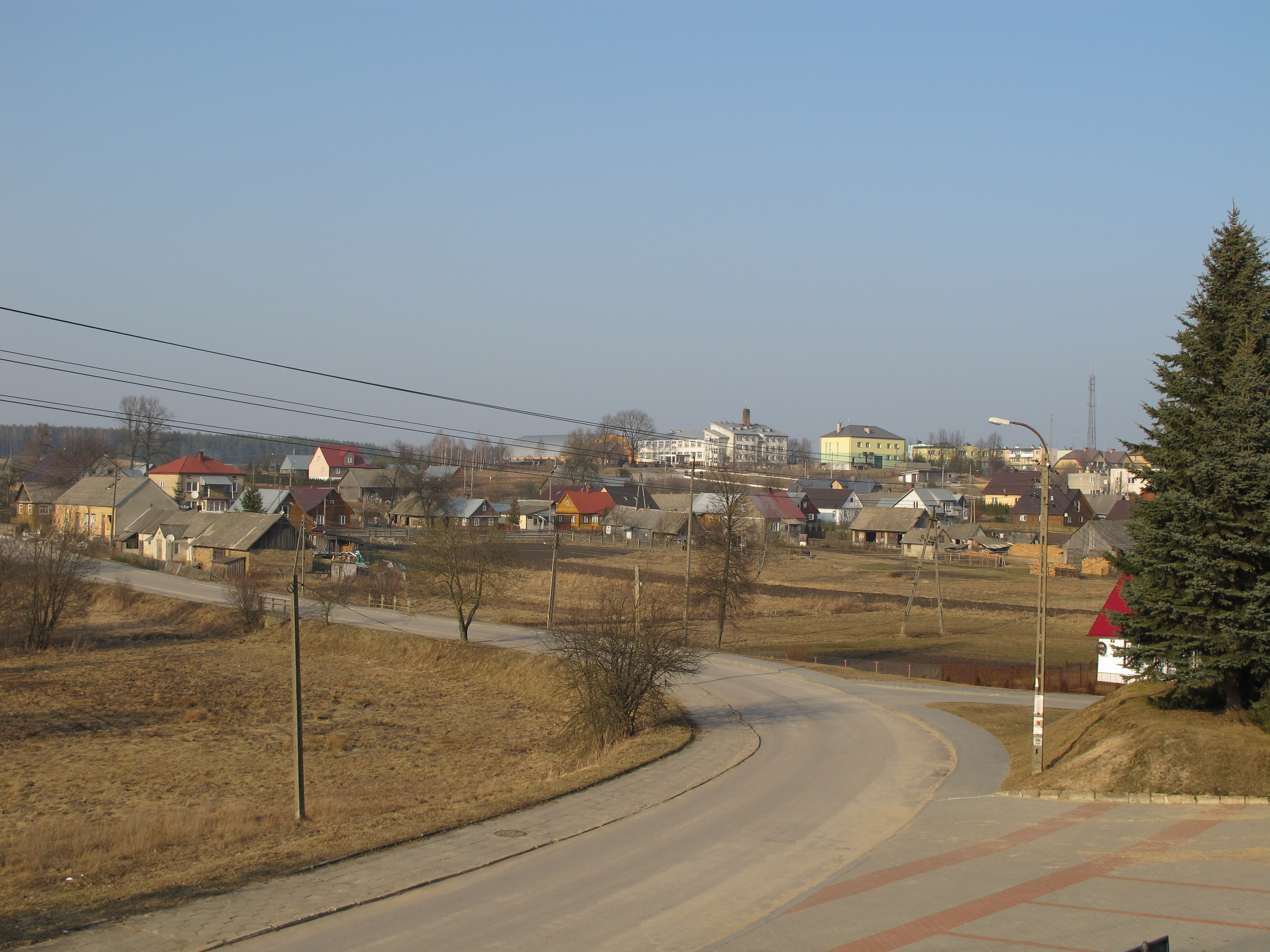
Widok wsi
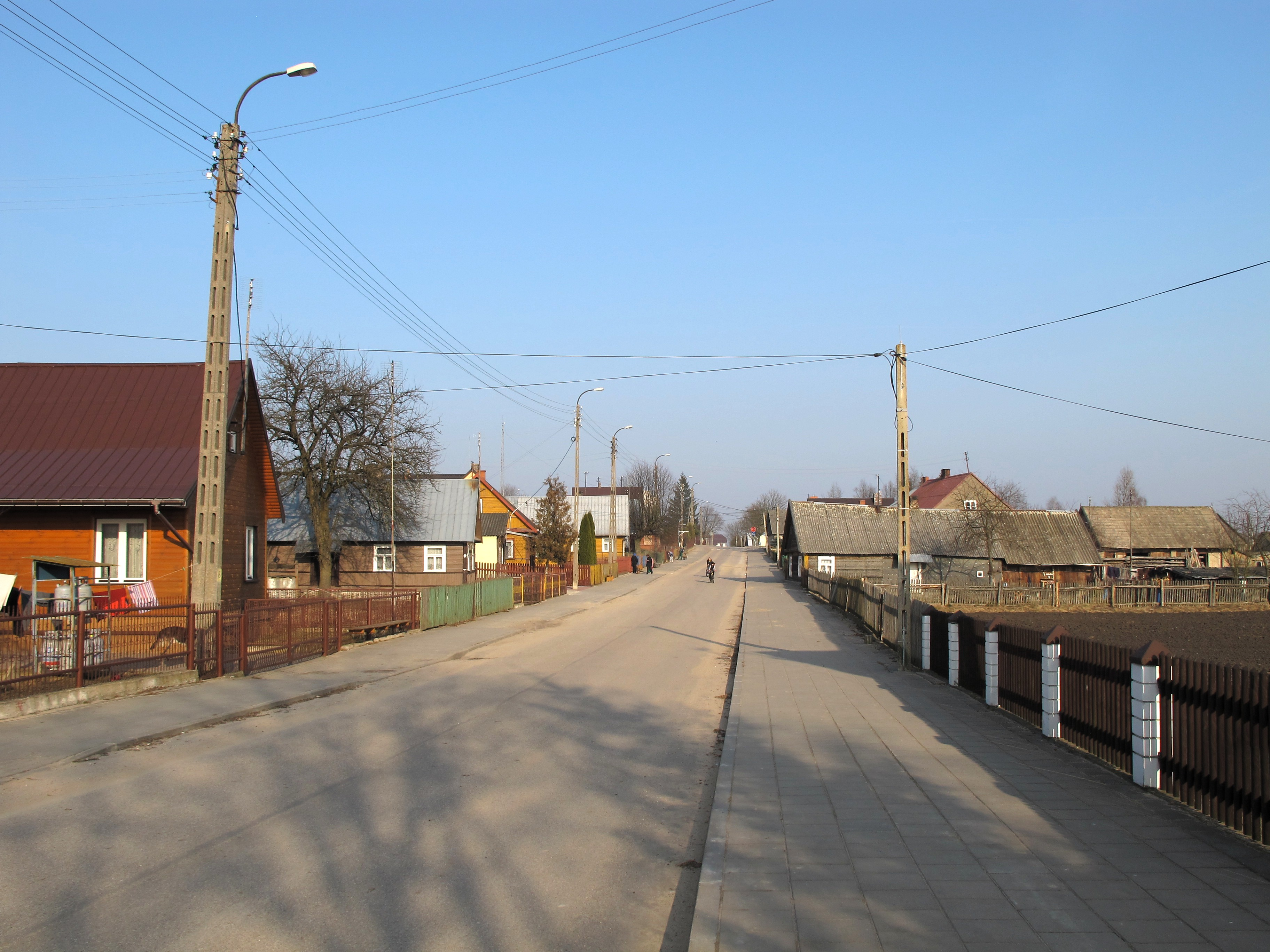
ul. Centralna
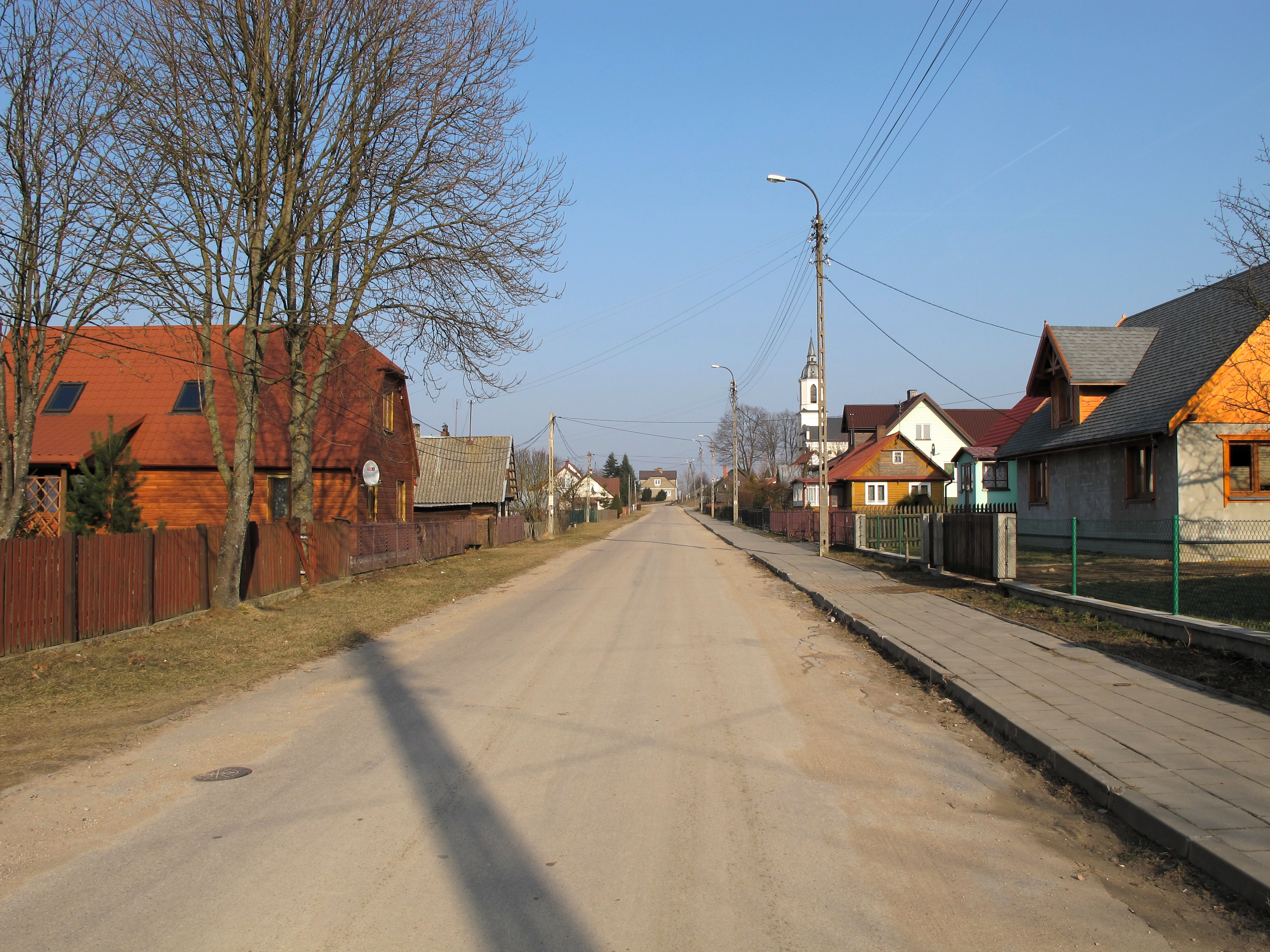
ul. Kościelna
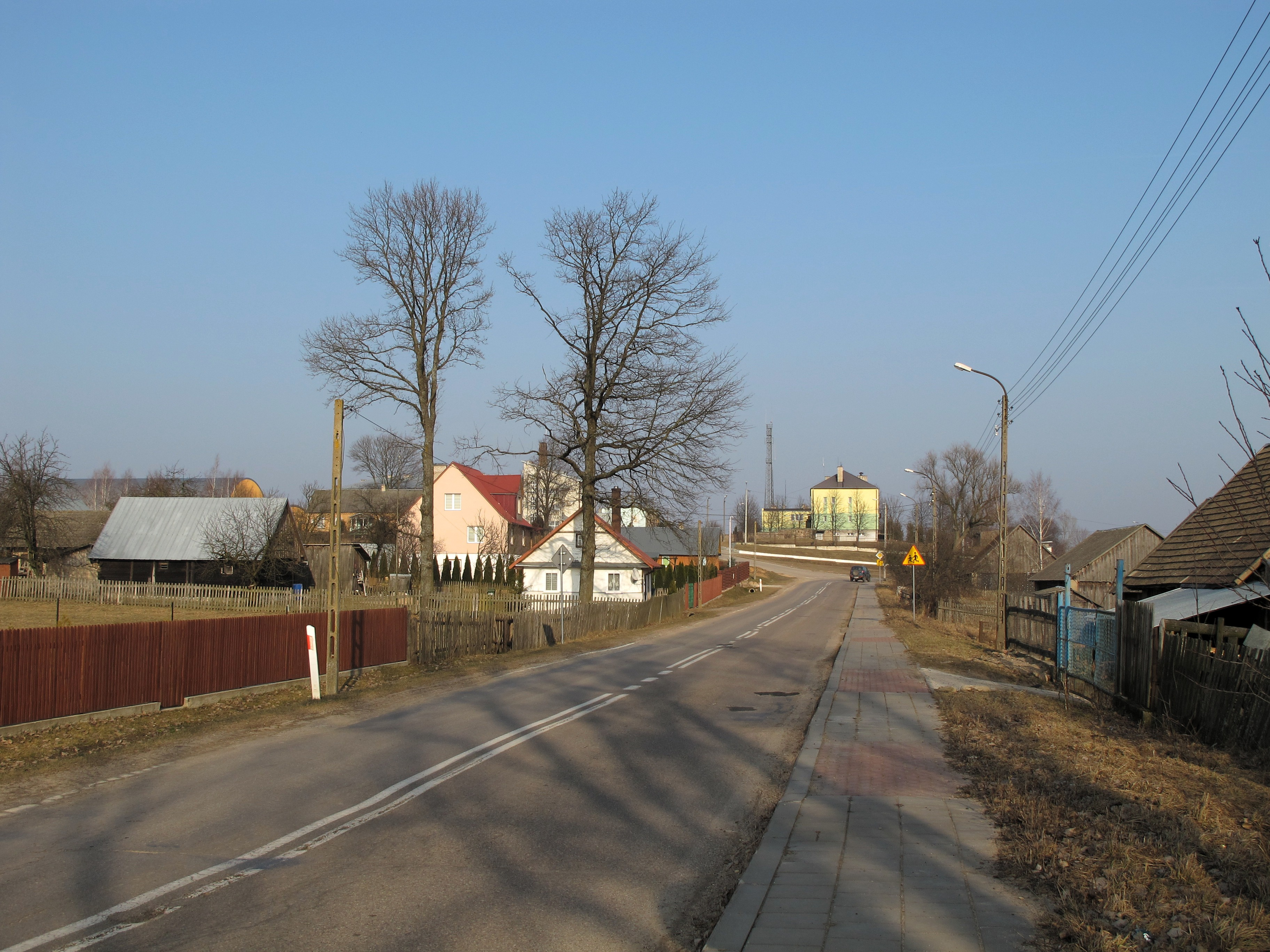
ul. Sokólska
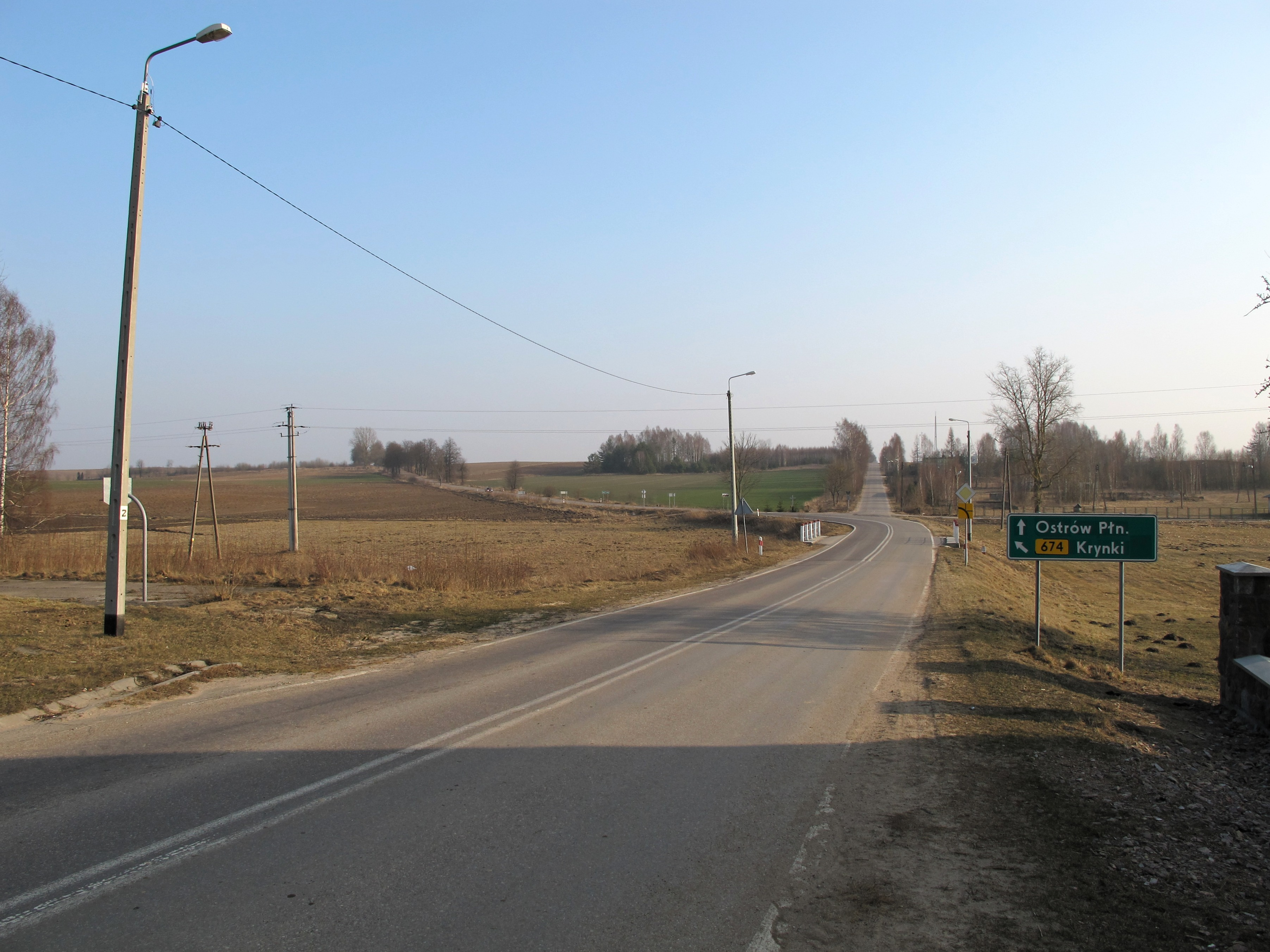
ul. Górna
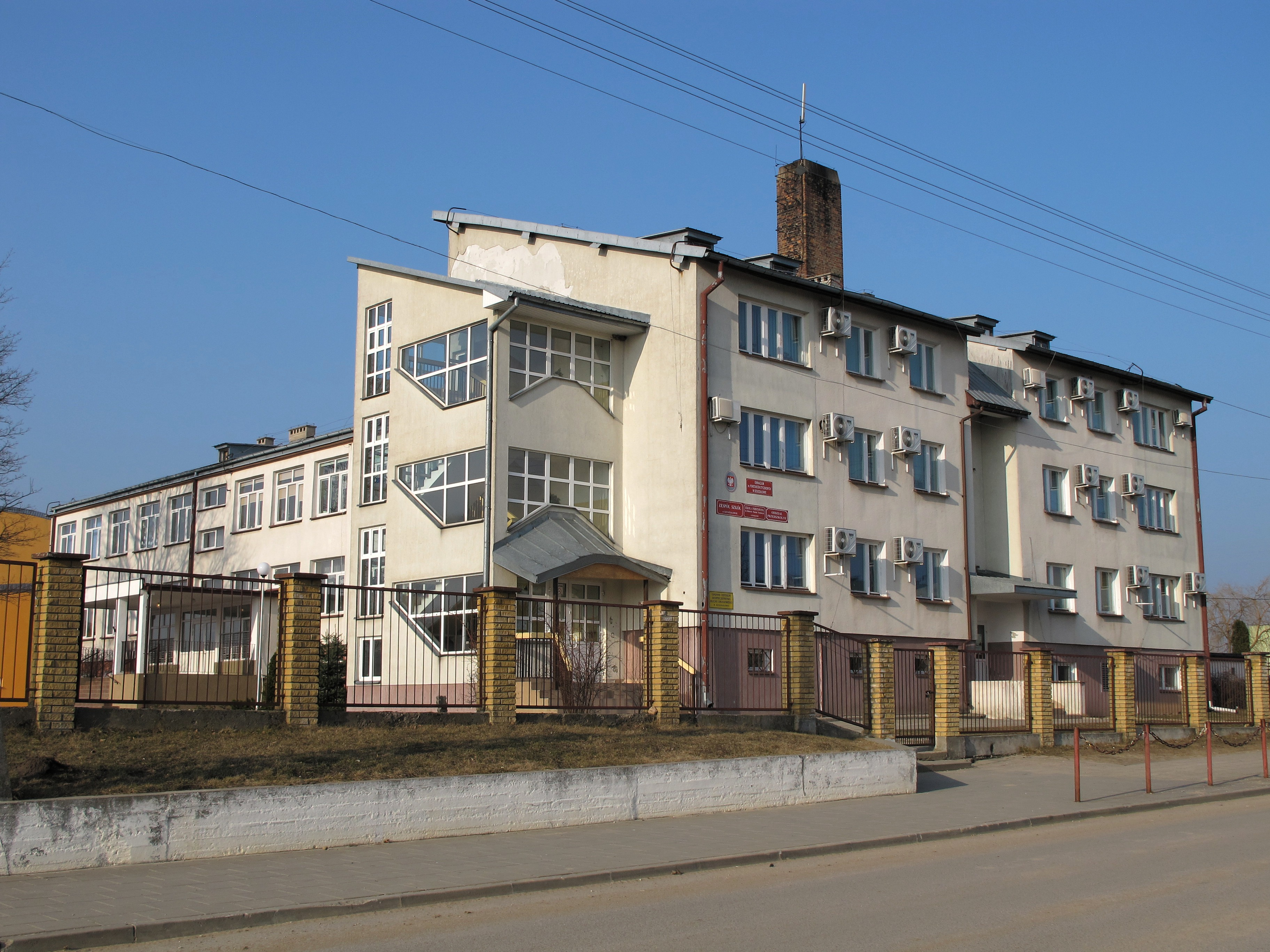
Zespół szkół im. Bohaterów Powstań Narodowych